# Abadan
Abadan (persisk: آبادان, arabisk: عبادان) er en havneby i Khusistan provinsen i det sydvestlige Iran. Byen ligger på Abadan Island ved Arvand-floden. Byen er først og fremmest kendt som havneby og olieterminal. I 2005 blev befolkningstallet anslået til ca. 415.000 og (af omkring 1,3 millioner i hele Khuzestan provinsen). Under den otte år lange krig mellem Iran og Irak (1980-88) blev byen og oliefaciliteterne i krigens indledende fase stærkt beskadiget, og stort set samtlige civile flygtede fra byen. I 1992 var blot omkring 84.000 vendt tilbage. I 2001 var befolkningstallet imidertid vokset til 206.000, hvorefter der er yderligere fordoblet i de næste to år.
Byen blev grundlagt og var en betydningsfuld havneby allerede under Abbasid-dynastiet i det geografisk meget omfattende kalifat i Baghdad. Men i takt med at kalifatets mistede sin position, mistede også Abadan betydning før den i 1900-tallet fik en genopblomstring. Efter oliefund i regionen voksede byens betydning, og i 1912 blev et olieraffinaderi bygget i Abadan, der siden blev verdens største af slagsen. Selv efter vore dages standard er det enormt, og den nationale stolthed over raffinaderiet afspejles af at det findes gengivet på 100-rial pengesedlerne fra 1965-1973.